# Godstjärnen
Godstjärnen är en sjö i Härnösands kommun i Ångermanland och ingår i Ångermanälven-Gådeåns kustområde. Sjön har en area på 0,0592 kvadratkilometer och ligger 36,4 meter över havet.

## Delavrinningsområde
Godstjärnen ingår i det delavrinningsområde (695056-160641) som SMHI kallar för Rinner mot Älandsfjärden. Medelhöjden är 49 meter över havet och ytan är 14,66 kvadratkilometer. Det finns inga avrinningsområden uppströms utan avrinningsområdet är högsta punkten. Avrinningsområdets utflöde mynnar i havet, utan att ha någon enskild mynningsplats. Avrinningsområdet består mestadels av skog (57 procent). Avrinningsområdet har 0,06 kvadratkilometer vattenytor vilket ger det en sjöprocent på 0,4 procent. Bebyggelsen i området täcker en yta av 4,59 kvadratkilometer eller 31 procent av avrinningsområdet.